# Charanyca approximans
Charanyca approximans là một loài bướm đêm trong họ Noctuidae.